# Bibliothèque Beinecke de livres rares et manuscrits
La bibliothèque Beinecke de livres rares et manuscrits (en anglais, Beinecke Rare Book and Manuscript Library) est une bibliothèque de l'université Yale, située dans la ville de New Haven au Connecticut (États-Unis), ouverte en 1963.
Sa construction a été financée par trois frères de la famille Beinecke selon les plans de l'architecte Gordon Bunshaft. Ses collections en font l'une des principales bibliothèques patrimoniales au monde.

## Histoire
À la fin du XIXe siècle, les collections anciennes de Yale étaient conservées dans des magasins spéciaux de la Old Library (désormais Dwight Hall). À l'ouverture de la bibliothèque du Sterling Memorial, en 1930, les collections y sont transférées.
Le 14 octobre 1963, la bibliothèque Beinecke ouvre ses portes grâce aux largesses de la famille du même nom. Les trois frères, Edwin J. Beinecke, Frederick W. Beinecke et Walter Beinecke, qui ont développé la Sperry & Hutchinson Company (S & H Green Stamps), ont suivi les bases établies par les grands collectionneurs de Yale, comme le bibliothécaire James T. Babb et le professeur Chauncey Brewster Tinker. Ce dernier avait énoncé le besoin de la formation d'une bibliothèque pour les documents rares au sein de l'université. Son initiative a également été suivie par la création d'une association de collecteurs, soit la Yale Library Association.
La bibliothèque rassemble la collection du Sterling Memorial et trois collections spécialisées (the Collection of American Literature, the Collection of Western Americana, the Collection of German Literature). Peu après, la collection James Marshall and Marie-Louise Osborn les rejoint.
Aujourd'hui, la bibliothèque Beinecke conserve, parmi les collections de l'université Yale, tous les livres jusqu'en 1601, les livres d'Amérique latine publiés jusqu'en 1751, ceux d'Amérique du Nord jusqu'en 1821, les journaux des États-Unis jusqu'en 1851, les tracts et pamphlets européens jusqu'en 1801, les livres d'Europe de l'Est, du Proche et Moyen-Orient jusqu'au XVIIIe siècle, ainsi que certains livres rares ou précieux au cas par cas.

## Bâtiment

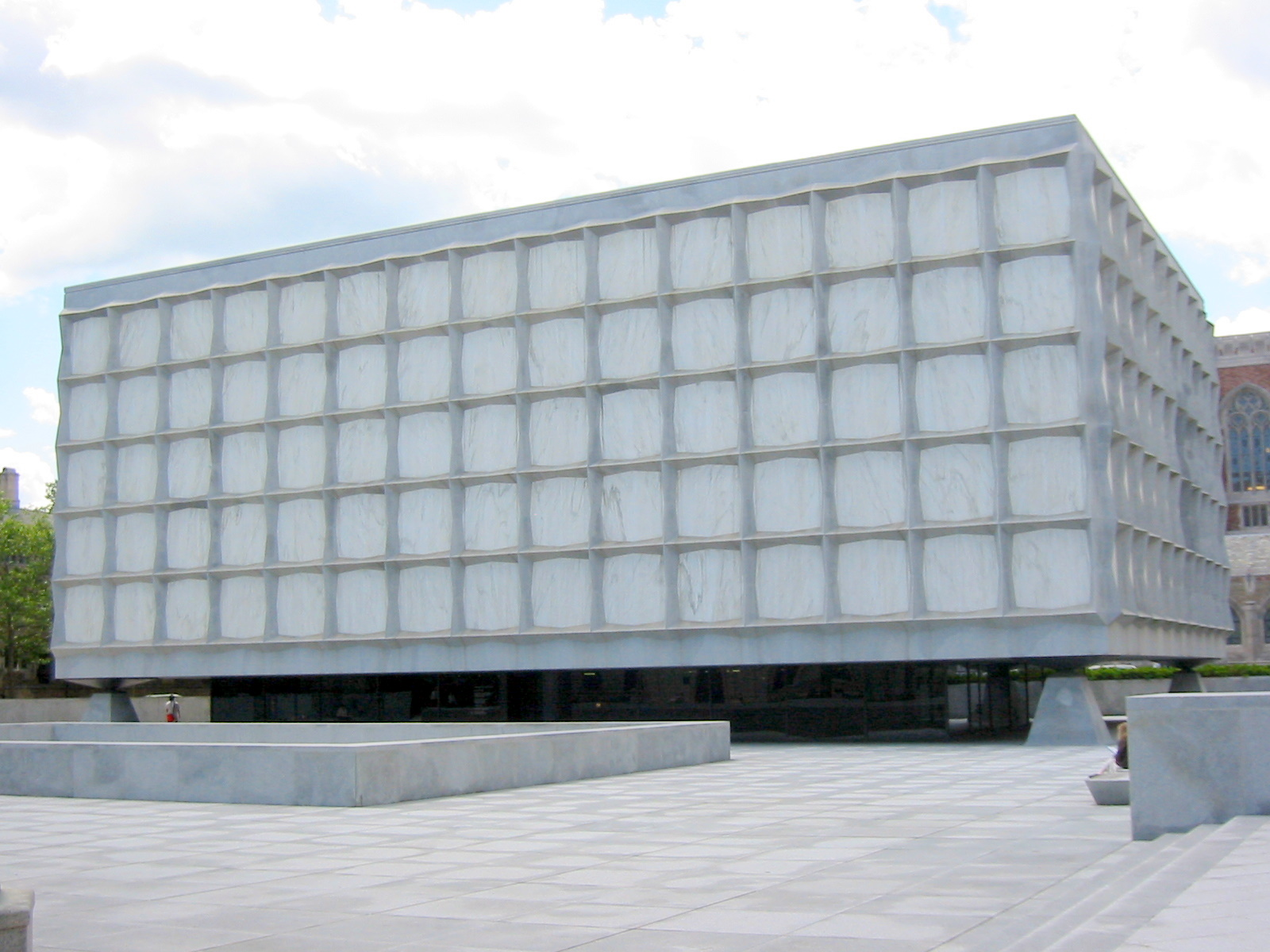
La bibliothèque, sur Hewitt Quadrangle

Le bâtiment, conçu par l'architecte Gordon Bunshaft, du cabinet d'architectes Skidmore, Owings and Merrill, est le plus grand du monde à être exclusivement consacré à des collections patrimoniales. Il est situé au centre de l'université, sur Hewitt Quadrangle, que l'on appelle souvent Beinecke Plaza. Un des objectifs architecturaux était de créer une relation de complémentarité avec les bâtiments déjà existants, cela a pu être obtenu en choisissant des matériaux similaires à ceux-ci ainsi qu'en les connectant entre eux par une plaza piétonne.
La bibliothèque se présente sous la forme d'un cube rectangulaire, où se mélangent granite, marbre provenant du Vermont, bronze et verre, et est supportée par quatre colonnes pyramidales en granite.
Au-dessus du sol, le bâtiment s'élève sur six niveaux: il est organisé autour d'un magasin ouvert de tous côtés, laissant voir les étagères de livres anciens. Autour, le bâtiment rectangulaire n'a pas de fenêtres; ses murs sont constitués de plaques de marbre de Danby, légèrement translucides, qui laissent entrer une lumière tamisée et évitent que la lumière du jour n'abîme les ouvrages. Les architectes souhaitaient ainsi faire ressortir les dorures des reliures des documents placées sur les rayons et permettre à la lumière naturelle de pénétrer au travers du marbre filtrant les rayons ultraviolets.

À l'intérieur de la bibliothèque, à l'arrière du comptoir principal de l'entrée, se trouve une citation de Frederick W. Beinecke sur un panneau fait de bronze et qui illustre la volonté de la famille quant au partage des savoirs: 
"May this library, given to Yale University by Edwin John Beinecke, Frederick William Beinecke and Walter Beinecke, three Yale men, stand as a symbol of the loyalty and devotion of three brothers, and serve as a source of learning and as an inspiration to all who enter." 

- Frederick William Beinecke 
Trois niveaux se trouvent en sous-sol autour d'une cour agrémentée de trois sculptures d'Isamu Noguchi qui sont en l'honneur des vétérans de la Première Guerre mondiale.
La bibliothèque possède une salle d'exposition, des salles d'étude et de lecture, une salle des références, une salle des microfilms, des bureaux et des magasins. Elle est donc accessible à tous les membres de la communauté universitaire de Yale, ainsi qu'aux chercheurs. Les visiteurs doivent faire, au préalable, une demande pour consulter les documents qui seront préparés par le personnel et disposés dans une salle prévue à cet effet. Cette accessibilité permet de répondre à la mission de la bibliothèque, qui est de faire avancer la recherche au travers de ses diverses collections.
Durant les années 1960, une sculpture de Claes Oldenburg, Lipstick on a Caterpillar Track était exposée devant la bibliothèque, mais elle a depuis été déménagée devant Morse College.
Au fil des années et de l'accroissement des nombreuses collections de l'institution, le bâtiment a vécu divers travaux dans l'objectif de maintenir le but initial de sa construction, soit la protection des bâtiments et leur accès pour la recherche et l'éducation. Ainsi, en mai 2015 ont débuté des travaux majeurs qui ont duré 16 mois, soit jusqu'au 6 septembre 2016.
Un des éléments importants de ces rénovations a été l’amélioration du système de contrôle de température de la bibliothèque, pour protéger les documents de la condensation et de la circulation de l’air qui avait pu être constaté auparavant, ainsi que le système de protection contre le feu.
Ces travaux se faisaient de plus dans l’esprit du maintien de la pertinence et du standard de qualité de l’établissement en offrant une meilleure offre technologique, le tout en respectant l’intégrité de l’architecture du bâtiment, en plus d’offrir désormais deux salles d’études, s’ajoutant à celles déjà existantes.

## Collections

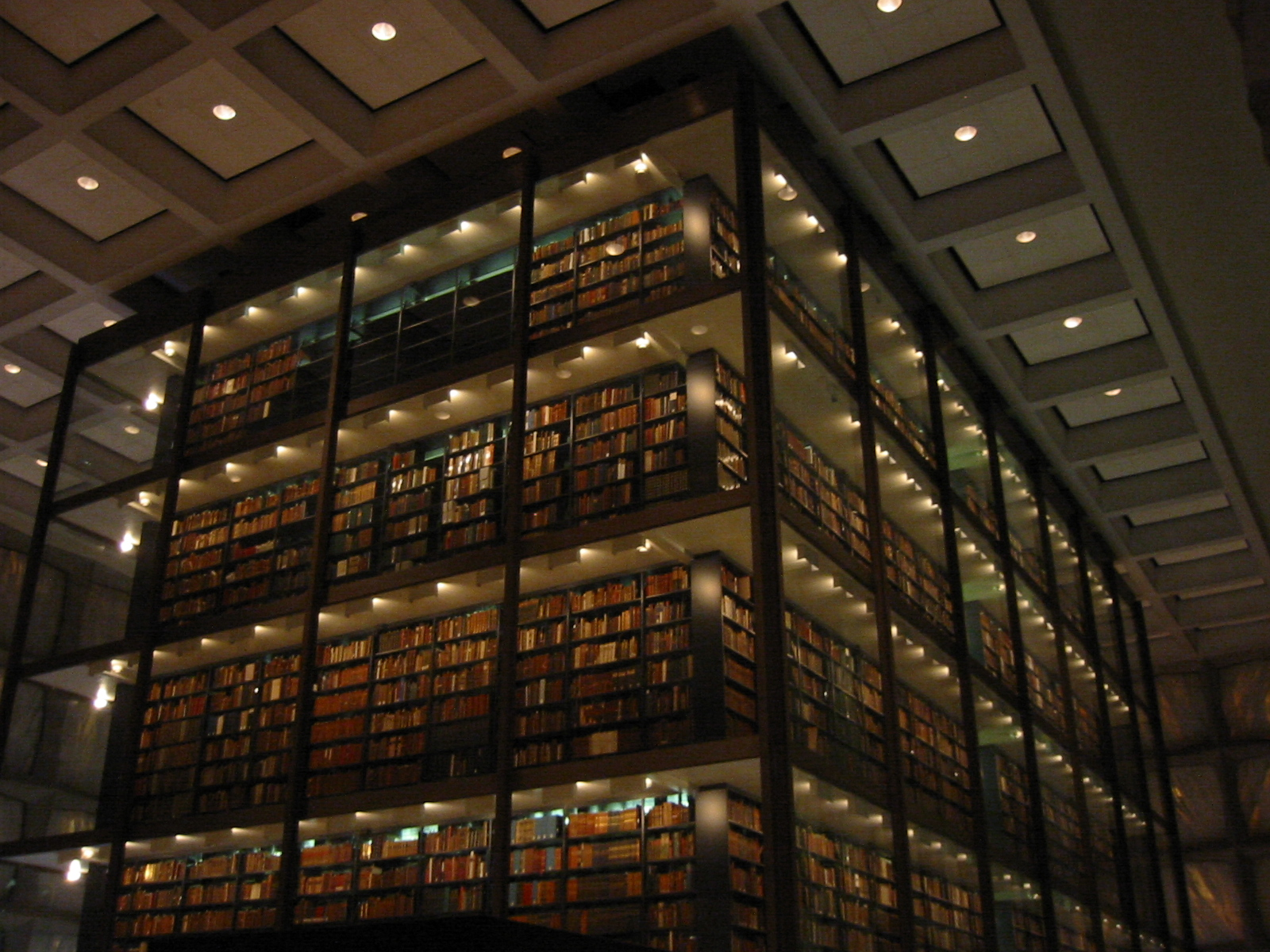
Le cœur de la bibliothèque

La bibliothèque Beinecke possède des collections d'une richesse exceptionnelle. Les premières collections de la bibliothèque étaient des collections de littérature allemande, américaine, Western Americana en plus de collections provenant du Sterling Memorial.
Les collections Western Americana regroupent des documents relatant l'histoire des peuples autochtones des États-Unis, tant de leurs cultures que de leurs relations avec les Européens. Ces collections présentent également des documents en lien avec les explorations européennes et de leur colonisation sur les territoires Trans-Mississippi. Parmi les documents de ces collections se trouvent des manuscrits, des photographies anciennes et de nombreux documents imprimés.
Certaines collections de la bibliothèque proviennent de dons, dont ceux de deux des frères Beinecke. Ainsi, Edwin J. Beinecke a fait le don de manuscrits médiévaux et Frederick W. Beinecke qui, pour sa part, a offert sa collection de Western Americana. D'autres proviennent de collectionneurs, par exemple la collection du professeur Edward Elbridge Salisbury, offerte en 1870 à l'université de Yale et contenant de nombreux manuscrits turcs.
La bibliothèque possède également des collections de cartes anciennes. Celles-ci n'avaient pas été intégrées, à l'origine, au catalogue de la bibliothèque, mais à l'aide du travail de deux étudiants en collaboration avec le département des cartes anciennes de l'institution, en 2008, un registre de ces cartes a pu être créé.
Parmi ses plus de 500 000 volumes et milliers de mètres linéaires de papyrus et de manuscrits, on peut notamment relever:
- Plus de 1 100 manuscrits du Moyen Âge et la Renaissance
- Plus de 3 100 incunables, dont une Bible de Gutenberg exposée en permanence
- Le manuscrit de Voynich
- Une importante collection de pièces de théâtre élisabéthaines dont de rares ouvrages de Shakespeare
- Des plans anciens, dont la carte du Vinland
- Une importante collection de cartes à jouer : la collection Cary
- Une importante collection de mazarinades
- Deux exemplaires de Les Oiseaux d'Amérique de Jean-Jacques Audubon
- Une collection de papyrus
- Une importante collection de manuscrits turcs: la bibliothèque possède la troisième plus grande collection de textes islamiques aux États-Unis[12]
- De nombreuses archives d'auteurs littéraires.